# Липовский сельсовет (Липецкая область)
Ли́повский сельсове́т — сельское поселение в Воловском районе Липецкой области. 
Административный центр — село Липовец.

## История
В соответствии с законом Липецкой области № 114-оз «О наделении муниципальных образований в Липецкой области статусом городского округа, муниципального района, городского и сельского поселения» от 2 июля 2004 года Липовский сельсовет наделён статусом сельского поселения.
Постановлением тридцать восьмого заседания Липецкого областного Собрания
депутатов от 27.11.1997 № 1275-пс образован Васильевский сельский Совет путем
разукрупнения Липовского сельсовета
. Переданы: село, административный центр Васильевка и посёлок
Зелёный Луг.

## Население
| 2010 | 2012 | 2013 | 2014 | 2015 | 2016 | 2017 |
| ---- | ---- | ---- | ---- | ---- | ---- | ---- |
| 636  | ↘603 | ↘570 | ↘550 | ↘527 | ↗545 | ↘541 |
| 2018 | 2021 |      |      |      |      |      |
| ↘524 | ↗561 |      |      |      |      |      |

## Состав сельского поселения
| № | Населённый пункт | Тип населённого пункта       | Население |
| - | ---------------- | ---------------------------- | --------- |
| 1 | Емильевка        | деревня                      | ↗168      |
| 2 | Красный Уголок   | деревня                      | ↗67       |
| 3 | Липовец          | село, административный центр | →176      |
| 4 | Малый Липовчик   | деревня                      | ↘9        |
| 5 | Новопавловка     | деревня                      | ↗100      |
| 6 | Самарино         | деревня                      | ↗112      |
| 7 | Северный         | посёлок                      | ↘36       |